# 慶應義塾大学生未成年者風俗店経営事件
慶應義塾大学生未成年者風俗店経営事件（けいおうぎじゅくだいがくせいみせいねんしゃふうぞくてんけいえいじけん）は、日本で起きた性犯罪。

## 概要

### 違法行為の発覚
高等学校に通う未成年者の生徒を風俗店で働かせていたという事件であった。警視庁少年育成課は2019年5月14日までに東京都台東区に在住する慶應義塾大学大学院に在籍する学生を児童福祉法違反と風営法違反容疑で逮捕していた。逮捕容疑は2019年4月7日に千代田区内のレンタルルームに18歳未満であると知りながら少女を派遣して、わいせつな行為をさせていたた疑いから。

### 違法行為の詳細
2018年8月から慶應義塾大学大学院に在籍する学生によって派遣型風俗店が経営されていた。この派遣型風俗店は店舗を置かずに、携帯電話やLINEで客を受け付けて、上野駅や御徒町駅周辺のレンタルルームやホテルを推奨して、その中から客が指定した施設に女性を派遣するというシステムの風俗店であった。この風俗店が行っていたサービスは簡単なハンドマッサージを行うリフレであり、時間に応じて料金が異なる5つのコースを設けていた。そのほかにコスプレなどのオプションやメニューなども設けられていた。この派遣型風俗店で派遣されていた女性スタッフのものと見られるTwitterアカウントには、大学入試センター試験のために店を辞めるという記述が存在していた。5月4日からは業界完全未経験で体験入店した少女を派遣する予定と言う宣伝文句が並んでいた。
この派遣型風俗店に登録されていた女性は約30人で、リフレのことをよく分かっていない女の子がノリで始めちゃったお店と宣伝されていた。公表されている料金の他に指名料なども取っていたが、これらは全て店に入っていた。だが裏オプションという女性と客が直接交渉して性的なサービスを行うということが行われており、この裏オプションの代金を全額女性が受け取るという仕組みになっていた。この裏オプションでは本番行為を行うことで2万円から3万円ほどを女性が受け取っていた。このように裏オプションで性的なサービスを行った代金は店に入らないようにすることで摘発を免れるようにしていた。
この派遣型風俗店は、未成年者の17歳の高校生であるということを知りながら雇っていた。そして逮捕された経営者自らが17歳がいるという発言もしていた。従業員の女性には年齢を伏せるように指示していた。

### 犯人の人物像
この事件で逮捕された人物というのは福岡県の名門高校出身で、その高校から慶應義塾大学に入学していた。親は警察官であった。大学では真面目で社交的な人物であり、授業では積極的に発言をして、いくつものビジネスのコンテストに出場していた。3つのゼミを掛け持ちしており、慶應義塾大学の中でも選抜が厳しく続けるのが難しいとされている竹中平蔵のゼミにも所属していた。そして週に1回は内閣広報室に出入りするほどまでになっていた。内閣広報室には非公式で政府広報の表現の意見を取り入れるために出入りしている学生がいて、そのうちの1人であった。将来は教授になりたいや、起業したいなどとしていて定まっていなかった。